# Liga Prizreńska

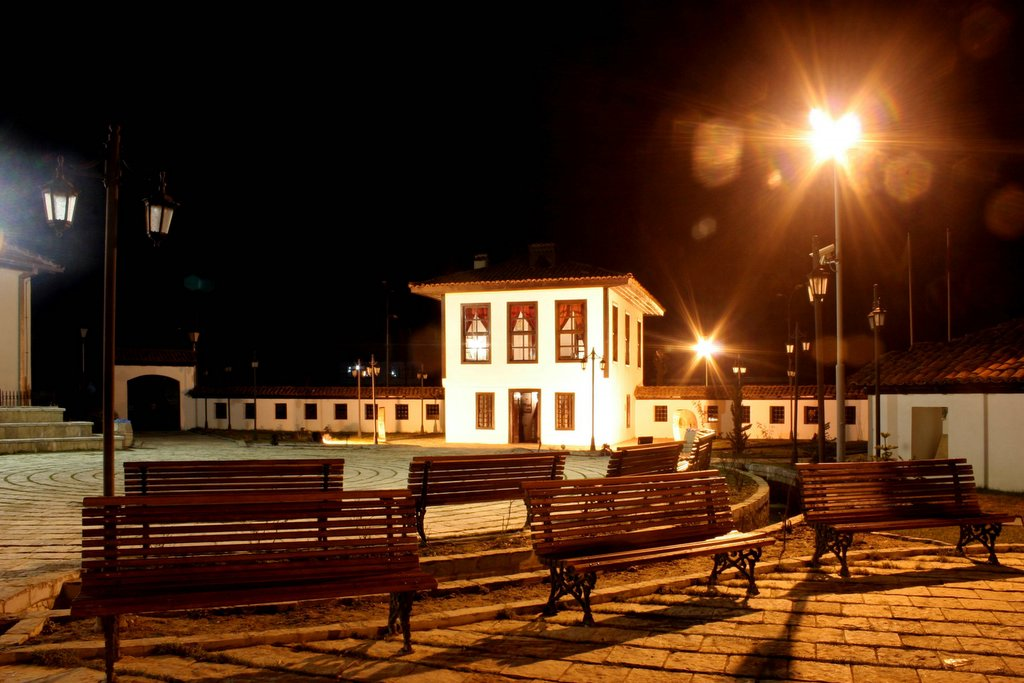
Siedziba Ligi Prizreńskiej, dziś muzeum

Liga Prizreńska (alb. Lidhja e Prizrenit) – albańska organizacja polityczna, powołana do życia 10 czerwca 1878 w Prizrenie.

## Sytuacja międzynarodowa
W czasie wielkiego kryzysu wschodniego, który wywołała fala powstań na Bałkanach w latach 1876-1878, większość Albańczyków przyjęła postawę prorosyjską i antyosmańską. W kwietniu 1877 doszło do powstania na terenie północnej Albanii, choć nie miało ono takiego zasięgu i takiego znaczenia, jak powstania w Bośni i na ziemiach bułgarskich. Ideę powstania ogólnoalbańskiego podjął Komitet Albański, obradujący w maju 1877 w Janinie, ale zanim doszło do jej realizacji, w styczniu 1878 zakończyła się wojna rosyjsko-turecka. Pokój rosyjsko-osmański zawarty 3 marca 1878 w San Stefano (dziś Yeşilköy) zakładał znaczące poszerzenie obszaru państwa serbskiego, w tym także o miasta Novi Pazar, Mitrowica i Nisz oraz stworzenie potężnego państwa bułgarskiego, które miało objąć tereny Macedonii i Starej Serbii. Korzyści terytorialne miała także odnieść Czarnogóra, poszerzając swoje terytorium o okręgi Ulcinj, Hoti, Plav i Gusinje.
Postanowienia sanstefańskie w szczególny sposób rozczarowały Albańczyków. Terytoria, na których dominowała ludność albańska miały zostać włączone do Czarnogóry, Serbii (tereny Kosowa), a także Bułgarii (Korcza, Pogradec, Dibra). W okresie wojny tysiące muzułmanów uciekało z terenów, zajętych przez wojska serbskie i podsycało atmosferę zagrożenia ze strony słowiańskich sąsiadów.
Sprzeciw wobec decyzji podjętych w San Stefano wyraziły Wielka Brytania i Austro-Węgry, które postrzegały decyzje traktatowe jako wstęp do absolutnej dominacji rosyjskiej na Bałkanach. Przy poparciu Niemiec dyplomaci z Londynu i Wiednia wymusili na Rosji rewizję postanowień sanstefańskich. Ustaleniem nowego ładu europejskiego miał zająć się kongres berliński (13 czerwca - 13 lipca 1878).

## Powstanie i działalność Ligi

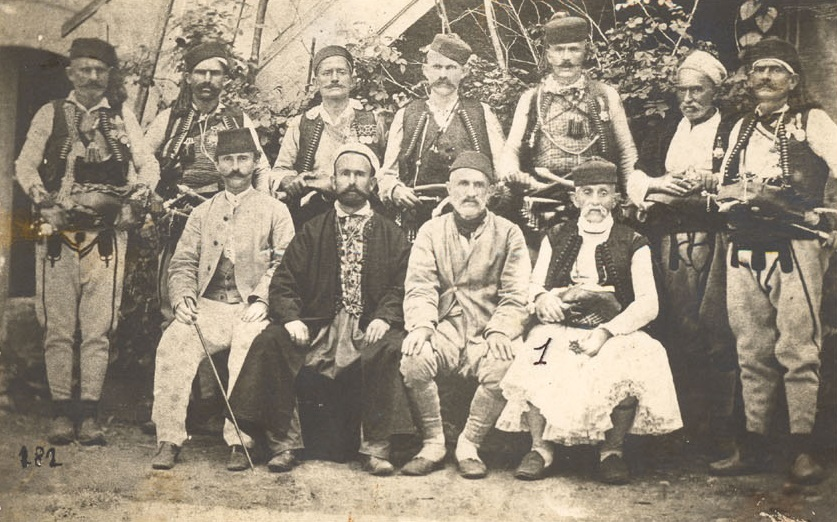
Grupa działaczy Ligi

Obawiając się możliwości podziału ziem zamieszkałych przez Albańczyków, delegaci społeczności albańskich postanowili powołać do życia Ligę, która miała reprezentować ich interesy wobec mocarstw europejskich. Do oficjalnej inauguracji Ligi doszło 10 czerwca 1878 w meczecie Bajrak w Prizrenie. Oficjalnie nosiła nazwę Ligi Obrony Narodu Albańskiego. Obrady toczyły się w przylegającej do meczetu siedemnastowiecznej medresie, a przewodniczył im najstarszy z delegatów - Iljaz Pasza Dibra.. Brali w nich udział także przedstawiciele Imperium Osmańskiego, uznających Ligę za doskonałe narzędzie do wywierania presji na mocarstwa i w celu zachowania integralności ziem państwa osmańskiego. Ośrodkiem centralnym Ligi był Zarząd Tymczasowy, którym kierował Ymer Prizreni.

W obradach Ligi wzięło początkowo udział 110 delegatów, którzy radzili na temat przyszłości ziem albańskich. Nie dotarli do Prizrenu przedstawiciele Szkodry, cały wilajet janiński reprezentowały tylko dwie osoby. Zdecydowaną większość wśród delegatów stanowili muzułmanie, co sprzyjało poglądom, że Liga jest w swojej istocie antychrześcijańska. Pozycję dominującą w czasie obrad uzyskała frakcja konserwatywna - właściciele ziemscy z sandżaku nowopazarskiego, Bośni i Macedonii, ale także z Kosowa. Konserwatyści domagali się wprowadzenia samorządowych organów władzy na terenach albańskich, ale zarazem rozwiązania problemu albańskiego w zgodzie z interesami Porty i w obrębie państwa osmańskiego. Bardziej radykalny był program działaczy albańskich ze Stambułu. W ich opinii Porta nie jest w stanie zrealizować interesu ludności albańskiej i dlatego konieczne będzie wyodrębnienie państwa albańskiego. 

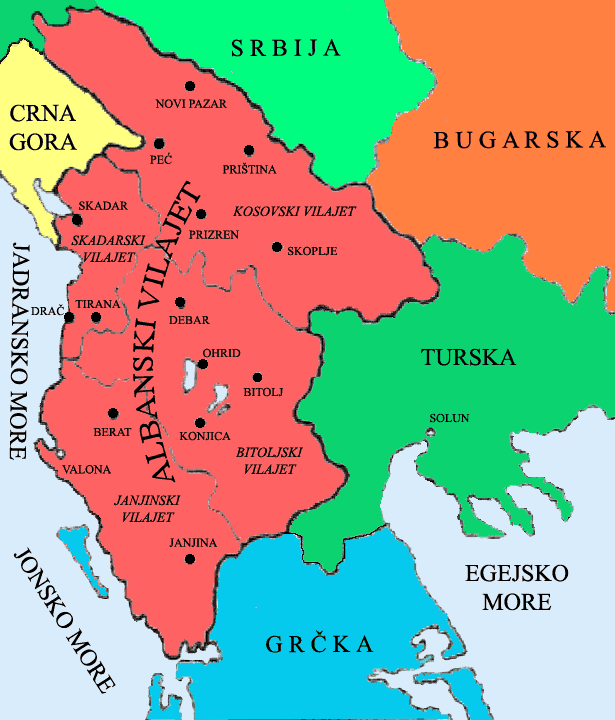
Projekt wilajetu albańskiego

Pierwszym dokumentem programowym Ligi była Księga rezolucji (Kararname), przyjęta 18 czerwca 1878 zapowiadająca walkę o integralność ziem albańskich pod panowaniem osmańskim. Bardziej rozbudowaną wersję programu przyjęto we wrześniu 1878. Zakładał on połączenie czterech wilajetów (szkoderski, janiński, kosowski, bitolski) w jeden wilajet Albanii, kierowanego przez urzędników albańskich i z językiem albańskim jako urzędowym.
Liga skierowała memorandum do Benjamina Disraeliego, reprezentującego Wielką Brytanię na kongresie berlińskim. W memorandum znalazły się słowa: 
''Tak jak nie jesteśmy i nie chcemy być Turkami, tak ze wszystkich sił będziemy przeciwstawiać się każdemu, kto będzie chciał zrobić z nas Słowian, Austriaków czy Greków. Chcemy być Albańczykami.
Program odrębności ziem albańskich nie zyskał poparcia w Stambule, ani na dworach mocarstw europejskich, zaś przez sąsiadów słowiańskich i Greków był traktowany jako zagrożenie. W czasie obrad kongresu berlińskiego stało się jasne, że Turcja nie poprze aspiracji albańskich i jest skłonna przekazać ziemie, do których aspirowali Albańczycy w ręce Serbii, Czarnogóry i Bułgarii.

## Upadek Ligi
Podpisanie przez Turcję nowych umów granicznych z Grecją i Czarnogórą w 1881 r. doprowadziło do otwartego konfliktu z Ligą Prizreńską. W początkach stycznia 1881 oddziały Ligi, dowodzone przez Sulejmana Vokshiego opanowały Skopje i dotarły do sandżaku nowopazarskiego. Na opanowanych terenach usuwano urzędników osmańskich, tworząc zalążki władz lokalnych. 15 kwietnia Liga skierowała memorandum do ambasadorów mocarstw europejskich, rezydujących w Stambule z prośbą o wsparcie albańskiej autonomii i powstrzymanie represji osmańskich. Przeciwko zbuntowanym Albańczykom Porta skierowała korpus ekspedycyjny, dowodzony przez Dervisha Paszę. 20 kwietnia 1881 zaatakował on siły zbrojne Ligi, rozlokowane na północny wschód od Prizrenu. W dwudniowych walkach pod Slivovë i Štimlje poległo ponad 1200 Albańczyków, a siły zbrojne Ligi przestały istnieć. 23 kwietnia oddziały Dervisha Paszy zajęły Prizren i dokonały masowych aresztowań. Uczestnicy powstania zostali zesłani wraz z rodzinami do Azji Mniejszej.

## Dziedzictwo
Powstanie Ligi przez wielu badaczy albańskiego ruchu narodowego uznawane jest za moment przełomowy jako początek okresu odrodzenia narodowego (Rilindja Kombëtare). Dokument opatrzony tytułem Rozporządzenia (Talimat), przyjęty 18 czerwca 1878 precyzował zasady organizacji administracji lokalnej i armii albańskiej. Przy jego opracowaniu odwoływano się do prawa osmańskiego i tradycji prawa zwyczajowego. Do zasad przyjętych w 1878 nawiązywano w latach 1912-1924 tworząc podstawy niepodległego państwa.